# Pickwick Klubben
Pickwick Klubben er en bog af Charles Dickens. Den begyndte inspireret af Robert Smith Surtees's jagtskildringer som føljeton i 1836 og udkom i bogform i 1837. 

## Resumé
Pickwickklubben er en klub for ungkarle, der har to fælles interesser: rejser og giftermål.
Samuel Pickwicks (G.P.M.P.K.) hovedinteresse er haletudsers forvandling til frøer i Midtengland og at sørge for at hans venner trives: bliver gift.
Tracy Tubman (M.P.K) er en kærlighedshungrende, poetisk, pengeløs tyksak. Augustus Snodgrass (M.P.K) er en kærlighedshungrende, digterisk, pengeløs spirrevip. Nathaniel Winkle (M.P.K) er en kærlighedshungrende, smuk ung "sports"mand. Disse tre vil giftes, og derfor er nødt til at rejse lidt rundt i landet for at finde egnede emner.
De fire mænd vedtager på et møde at rejse ud i verden (England) for at udføre bedrifter. De  gennemgår næsten uoverstigelige trængsler i kærlighedens tjeneste. De møder en flink hr. Wardle, der har to ugifte nydelige døtre, Isabella og Emilie Wardle, og en overordentlig ugift søster, Rachel Wardle.
Desuden møder de skurken og svindleren, Mr. Jingle, der vil narre penge fra giftelystne jomfruer, og hans tjener Job Trotter.
Til alt held får Pickwick en tjener, Sam Weller, der hjælper ham ud af håbløse situationer: Mr. Pickwick bliver anklaget af sin værtinde, enkefru Bardell, for brudt ægteskabsløfte. Hun lægger sag an ved advokatfirmaet Dodson og Fogg, der beskæftiger et utal af skrivere og kontorfolk. Og da Sams far, Weller d.æ., der er uheldigt gift med Mrs. Weller, der er svært betaget af alkoholisten og metodisten Mr. Stiggings og fraråder alle ægteskaber, gør alt for at pøblen påvirker handlingen, og da politikere, redaktører og kærlige ungmøer hver handler ud fra deres ulastelige motiver, sker der ubegribelige ting.
I et sammensurium af møder, selskabelige sammenkomster i det snobbede borgerskab og rene tilfældigheder, der alligevel ikke er tilfældigheder, kommer de fire fra Pickwickklubben ud for hændelser, der fører Samuel Pickwick i gældsfængsel, Tubman på rivaljagt, Snodgrass på digterisk kærlighedsrejse, Winkle på murklatrende nattetur m.m.. Og i det hele møder vi det absolut, i egne øjne, bedre borgerskab, rivaliserende politikere, bestikkelige sagførere, korrupte dommere, fanger i gældsfængslet, kurmagere af alle køn og den til en hver tid uskyldsrene Samuel Pickwick, der altid tror det bedste om alle. Men PICKWICK er ubestikkelig – og selv om det i sidste ende koster ham en formue, tror han på de rene motiver, på ægteskabets og rettens retfærdighed og på menneskehedens grundlæggende storhed. Så alt ender lykkeligt!
| Bog | Spire Denne artikel om bøger og tidsskrifter er en spire som bør udbygges. Du er velkommen til at hjælpe Wikipedia ved at udvide den. |

- Wikimedia Commons har flere filer relateret til Pickwick Klubben